# Nancy Seear
(Beatrice) Nancy Seear, baronne Seear (7 août 1913 – 23 avril 1997) est une scientifique et femme politique britannique. Elle est chef du Parti Libéral à la Chambre des lords de 1984 à 1988 et chef adjoint du Parti Libéral Démocrate à la Chambre des lords de 1988 à 1997. Féministe, elle milite pour promouvoir les droits des femmes. Elle préside le Women's Liberal Federation de 1974 à 1977.